# 里井達三良
里井 達三良（さとい たつさぶろう、1908年（明治41年）2月21日 - 1998年（平成10年）12月21日）は、昭和期の経営者である。

## 略歴
大阪府泉佐野市出身。九州大学経済学部卒業。
大阪商工会議所の勤務を経て、関西国際空港ビルディング株式会社社長、大阪商工会議所副会頭など歴任し、1970年（昭和45年）の日本万国博覧会、1974年（昭和49年）には中国展覧会の運営に中枢的役割を果たす。
また、インターグループ株式会社設立時の顧問、
大阪ロータリークラブ会長、
文楽協会の評議員、大阪府「なにわ塾」創始時の委員など、
多くの文化団体の役員や委員として大阪の文化の振興発展に精力的に活躍する。
1984年（昭和59年）、大阪文化賞を受賞。
1998年（平成10年）、死去。
2006年（平成18年）には生前に関西空港への思いを詠んだ詩が詩碑となり、泉佐野市住吉町に建立された。

## 著書
- 『大阪商工会議所八十五年史』1965年 大阪商工会議所
- 『茗香』1971年 科学情報出版社
- 『夕映えの道』1981年 関西ジャーナル社